# Чабаненко Наталія
Наталія Чабаненко (Naty Chabanenko; 1990, Дніпропетровськ) — українська супермодель.
Народилась у Дніпропетровську. Закінчила 9 класів середньої школи та вступила до Придніпровського енергобудівного технікуму. Займалась там 4 роки і планувала стати теплотехніком. Але випадково зустрівши чоловіка, який познайомив її з директором модельної агенції VO! Models, почала кар'єру моделі. Спершу з'явилась в Ukrainian Fashion Week на подіумі Андре Тана, а далі — у показах в Мілані та Парижі.
В січні 2008 року взяла участь в показі дому моди Prada. Вже в лютому була визнана моделлю тижня за версією сайту Models.com, а в березні увійшла до десятки найкращий моделей за рейтингом порталу Vmagazine.com. 
Відтоді Наталія Чабаненко з'явилася на обкладинках провідних журналів моди, стала лицем світових брендів та взяла участь у показах численних відомих модельєрів.
Хобі та інтереси: читає книжки, грає в теніс, катається на велосипеді, захоплюється баскетболом, слухає музику.